# Tarqui (Guayaquil)
Tarqui ist ein Stadtteil von Guayaquil und eine Parroquia urbana im Kanton Guayaquil der ecuadorianischen Provinz Guayas. Die Fläche beträgt schätzungsweise 165 km². Die Einwohnerzahl lag 2010 bei 1.050.826.

## Lage
Die Parroquia Tarqui erstreckt sich über einen Großteil der nördlichen Hälfte von Guayaquil. Im Osten wird das Verwaltungsgebiet vom Río Daule und Río Guayas begrenzt. Im Südosten gehören die Hügel Cerro Santa Ana und Cerro del Carmen zur Parroquia. Der Estero Salado begrenzt das Areal im zentralen Süden. Im Westen reicht das Areal über das eigentliche Stadtgebiet hinaus. Dort entstehen großflächig neue Wohngebiete. Zum Verwaltungsgebiet gehören u. a. folgende Wohngegenden: Alborada, Atarazana, Acuarela del Río, Garzotas, Simón Bolívar, Urdenor, Cdla. Guayaquil, Vernaza Norte, Las Garzas, La Quisquis, La Prosperina, Urdesa, Miraflores, Los Ceibos, Los Samanes, Florida Norte, Guayacanes, Vergeles, Las Orquideas, Mucho Lote, Villa España und Los Sauces. Der internationale Flughafen Guayaquil befindet sich im Südosten der Parroquia.

## Geschichte
Die Parroquia Tarqui wurde benannt nach der Schlacht am Fluss Tarqui, in der am 27. Februar 1829 eine peruanische Invasion zurückgeschlagen wurde.